# سافا
ساوة أو سافا (بالصربية ووالكرواتية والبوسنية والسلوفينية: Sava) هو نهر يتدفق عبر دول سلوفينيا وكرواتيا والبوسنة والهرسك وأخيرا عبر صربيا، ويصب في نهر الدانوب بالعاصمة الصربية بلغراد. يبلغ طوله 940 كم ومساحة مسطحه المائي هي حوالي 95,720 كم. في العهد الروماني كان يطلق عليه مسمى سافوس. غالبا ما يعتبر الحدود الشمالية للبلقان.
يشكل نهر سافا الحد الشمالي الرئيسي لشبه جزيرة البلقان، والحافة الجنوبية لسهل بانونيا، وهو وأطول روافد نهر الدانوب.